# 理查德·伯恩斯
理查德·伯恩斯（Richard Burns，1971年1月17日—2005年11月25日），英格兰拉力赛车手，2001年度世界拉力锦标赛冠军，出生于伯克郡的雷丁。
在8岁的时候，伯恩斯就开始驾驶着他父亲的凯旋2000在自家住宅附近的田野上驰骋了。当他11岁那年，他加入了一家17岁以下赛车俱乐部，并在1984年成为了一名赛车手。2年后，伯恩斯的父亲送他前往位于波厄斯郡的纽顿（Newtown, Powys）附近的简·丘吉尔的威尔士森林拉力学校（Jan Churchill's Welsh Forest Rally School）学习赛车技术。当时他驾驶的是福特护卫（Ford Escort）赛车。正是在这段时间里他明确了自己今后努力的目标——成为一名职业拉力车手。在他的强烈要求下，他父亲终于同意他加入他家乡雷丁当地的克雷文赛车俱乐部（Craven Motor Club），在那里他的才华受到了资深拉力赛车人大卫·威廉姆斯的赏识。期间他参加了Panaround、Bagshot、中威尔士（Mid-Wales）、米尔布鲁克（Millbrook）、塞文谷（Severn Valley）、Kayel Graphics以及寒武等多站拉力赛事。
1990年，理查德·伯恩斯加入了标致挑战赛。当时他驾驶的是大卫·威廉姆斯为他购买的标致205 GTI（Peugeot 205 GTI）赛车。同年他还第一次参加了当年的世界拉力锦标赛英国站。
1993年他加入了富士车队，并与阿利斯特·麦克雷一起征战英国拉力锦标赛。当年他获得了沃克斯豪尔运动（Vauxhall Sport）、倍耐力（Pirelli）、苏格兰和马恩国际（Manx International）四站拉力赛的冠军，并成为了有史以来最年轻的英国拉力锦标赛冠军。
1998年的肯尼亚拉力赛（Safari Rally）中，伯恩斯驾驶着三菱卡里斯玛GT（Mitsubishi Carisma GT）获得了他的第一个世界拉力锦标赛分站冠军。
2001年11月25日理查德·伯恩斯成为了继科林·麦克雷之后历史上第二位获得世界拉力锦标赛总冠军的英格兰车手。当他以第三名的身份，驾驶着他的速霸陸Impreza赛车冲过当年的最后一站——英国拉力赛的终点线后，从他口中说出的第一句话是：“我们是世界上最棒的。”（"We're the best in the world".）为了纪念他历史性的世界冠军，富士（斯巴鲁）汽车还特意制造了一款名为RB5的翼豹特别版在英国发售。
2003年11月，伯恩斯在威尔士拉力赛中出现眩晕症状，随后被诊断出患有一种名为星细胞瘤的脑瘤。之后他接受了化疗和放疗，并于2005年4月接受了据说“非常成功”的手术。
2005年11月25日，在多天的昏迷之后，伯恩斯不幸去世。这一天恰好是他夺得世界冠军的四周年纪念日。